# Emiro Márquez
Emiro Márquez – wenezuelski zapaśnik walczący w stylu wolnym. Zdobył złoty medal na igrzyskach Ameryki Środkowej i Karaibów w 1982 i igrzyskach boliwaryjskich w 1981 roku.